# 14 (numero)
Quattordici (cf. latino quattuordecim, greco τεσσαρεσκαίδεκα) è il numero naturale che segue il 13 e precede il 15.

## Proprietà matematiche
- È un numero pari.
- È un numero composto e ha i seguenti quattro divisori: 1, 2 e 7, 14. Poiché la somma dei divisori (escluso il numero stesso) è 10 < 14 è un numero difettivo.
- È un numero semiprimo.
- È un numero di Catalan.
- È un numero di Keith.
- È il terzo numero piramidale quadrato: 14 = 1 + 4 + 9.
- È un numero stella octangulare.
- È il più piccolo numero nontotiente (per cui la equazione φ(x) = n non ha soluzione).
- È il più basso numero nontotiente pari.
- È parte della terna pitagorica (14, 48, 50).
- È un numero a cifra ripetuta nel sistema di numerazione posizionale a base 6 (22) e in quello a base 13 (11).
- È un numero intero privo di quadrati.
- È un numero congruente.
- È un numero della Successione di Thue-Morse.

### Proprietà geometriche
- È il numero dei sistemi cristallini possibili.

## Chimica
- È il numero atomico del silicio (Si).

## Astronomia
- 14P/Wolf è una cometa periodica del sistema solare.
- 14 Irene è un asteroide della fascia principale battezzato così in onore di Eirene, la personificazione della pace nella mitologia greca.
- M 14 è un ammasso globulare situato nella costellazione dell'Ofiuco.
- NGC 14 è una galassia irregolare della costellazione di Pegaso.

## Astronautica
- Cosmos 14 è un satellite artificiale russo.

## Storia
- Numero dei docenti universitari dissidenti al Giuramento di fedeltà al fascismo.

## Simbologia

### Religione
- È il numero delle stazioni tradizionali della Via Crucis.
- Secondo la cronologia del Vangelo di Giovanni, il 14 del mese ebraico di nisan morì Gesù.

### Storia
- Simbolo neonazista (Quattordici parole).

### Smorfia
- Nella smorfia il numero 14 è l'ubriaco.

### Diritto
- In Italia 14 anni sono l'età minima di responsabilità penale.

### Calcio
- Il numero è stato utilizzato per tutta la sua carriera da Johan Cruijff, considerato uno dei migliori calciatori di tutti i tempi.

### Formula 1
- Nel 2014 proprio questo numero fu scelto da uno dei più forti piloti di Formula 1 dell'era moderna, ovvero Fernando Alonso.

### Film
- È il numero che ha Isaac Lahey nella squadra di lacrosse.
- È il numero del lanciatore di baseball Billy Chapel della squadra dei Detroit Tiger nel film Gioco d'amore (For love of the game).